# Arthur Hays Sulzberger
Arthur Hays Sulzberger (* 12. September 1891 in New York City; † 11. Dezember 1968 ebenda) war in der Zeit von 1935 bis 1957 Herausgeber der New York Times. 1950 wurde er in die American Academy of Arts and Sciences gewählt.
Sein Schwiegervater, Adolph Ochs, war der frühere Times Verleger.
Sein Sohn, Arthur Ochs Sulzberger, wurde sein Nachfolger (ab 1963).
Zwischen 1961 und 1963 leitete sein Schwiegersohn Orvil E. Dryfoos, der 1963 an einem Herzinfarkt starb, den Verlag.
Nach Sulzberger sind in der Antarktis das Sulzberger-Schelfeis und die Sulzberger Bay sowie mittelbar das Sulzberger-Becken benannt.